# Budori, l'étrange voyage
Budori, l'étrange voyage (グスコーブドリの伝記, Guskō Budori no denki, litt. « Biographie de Guskō Budori ») est un film d'animation japonais réalisé par Gisaburō Sugii en 2012. Il est adapté de la nouvelle japonaise écrite par Kenji Miyazawa en 1932, qui avait déjà fait l'objet d'une adaptation en 1994 par Ryūtarō Nakamura.

## Synopsis

### Court
Budori est un chat antropomorphe. Le film raconte la vie de ce chat intelligent ; comment un poème appris dans son enfance va guider toute sa vie ; comment ses parents et sa soeur ont disparu. Budori devient ensuite l'assistant d'un fermier et va l'aider à optimiser ses cultures. Chasser par la sécheresse, Budori doit migrer à la ville où il étudie à l'université puis devient géologue-volcaniste. Enfin il sauve le pays entier d'un refroidissement climatique en se sacrifiant.

### Complet
Budori Gusuko et sa famille mènent une vie heureuse dans une forêt des montagnes d'Ihatov. Ici, il passe ses journées à aller à l'école, à jouer avec sa sœur Neri et à aider ses parents. A l'école, la maitresse apprend aux élèves un poème qui raconte comment l'auteur fait tout pour aider son prochain. Ce poème va largement inspirer Budori par la suite.
Un an plus tard, cette vie paisible qu'il appréciait change complètement. Un changement soudain de temps froid et tempétueux s'abat sur la terre d'Ihatov. Cela entraîne la famine. En l'espace de deux ans, le village se vide de ses habitants. L'école est fermée. 
Une nuit, Budori est réveillé par une dispute entre ses parents. Quand Budori se lève pour vérifier la situation, il trouve sa mère debout près d'une porte ouverte avec la tempête d'hiver qui arrive. Le père dit partir pour chercher de la nourriture. (Il ne reviendra jamais sans autre explication). Le lendemain, bouleversée par le départ de son mari, la mère de Budori part aussi pour le chercher. Elle dit aux enfants qu'il reste un sac de farine dans le placart et qu'ils doivent le manger lentement. (Elle ne reviendra pas sans autre explication.) Budori et sa sœur Neri se débrouiller seuls. Affamés, Neri semble extrêmement fatiguée.
Alors que Budori essaie de préparer un repas avec des feuilles pour lui et sa sœur, un étrange chat vient et kidnappe Neri. Budori le poursuit pour tenter de la sauver mais, étant fatigué et en sous-nutrition, il trébuche et s'évanouit.
Il se réveille dans ce qui ressemble à un mode parallèle pour trouver un étranger se tenant au-dessus de lui. Il lui promet à manger s'il travaille pour lui. Il doit élever des vers à soie (d'une façon étrange). La maison de Budori est ici une usine de traitement des cocons de soie. L'étranger se plaint que tout ne va pas assez vite. C'est alors que les papillons sortent des coccons. L'entreprise semble alors être un échec et l'étranger et les machines de l'usine disparaissent et Budori semble être revenu dans le monde réel. Etant seul devant sa maison vide et le village desert, Budori n'a d'autres choix que de quiter son village et la forêt.
Il arrive dans une vallée remplie de rizières. L'un des fermiers propriétaires nommé Barbe Rouge le prend comme assistant. Il reste avec Barbe Rouge et sa femme pendant plusieurs années, apprenant l'agriculture et à maitriser les traitements et les engraies pour optimiser les récoltes, en utilisant les livres du fils décédés de Barbe Rouge. Ses livres ont été écrits pour un certain professeur Kubo. Après une année de récolte exceptionnelle, suivent deux années de sécheresse. Barbe Rouge est alors contraint de dire à Budori qu'il ne peut plus le payer, et qu'il ferait mieux de partir pour la ville pour étudier à l'université.
Alors qu'il est dans le train, il se réveille dans le monde parallèle, rempli de personnes bizarres. Il voit de loin l'étranger qui a enlever sa sœur. Il le poursuit pour arriver à une grande tour. Quand il arrive tout en haut, il voit que l'étranger a déjà quitté la tour. Budori court pour le retrouver, passant devant une affiche avec sa sœur dessus portant un costume de ballerine. Il est réveillé de ce monde onirique, alors qu'il arrive à la gare terminus du train. Il est arrivé à la ville. Il va à l'université où le professeur Kubo enseigne.
Budori suit un cours du professeur et prend des notes. A la fin du cours le professeur Kubo demande à voir les notes de tous les élève. Budori fait une bonne impression. Grâce à cela, le professeur Kubo écrit une recommandation pour que Budori travaille avec les scientifiques qui étudient les volcans.
Budori devient l'un des scientiiques. Avec le professeur, ils détournent la lave d'un volcan et construit une génératice géothermique.
Alors qu'il regarde au loin le sommet du volcan, il est transporté de nouveau dans le monde parallèle. Il est l'accusé d'un procès. Le juge entre. C'est le kidnappeur de la sœur de Budori. Quand il est accusé d'être entré dans ce pays et de sauter entre les mondes, Budori explique qu'il a fait cela parce que sa sœur a été kidnappée. Le juge riposte, affirmant que sa sœur Neri a été accueillie dans le monde et qu'elle voulait venir. Budori retourne une fois de plus dans le monde réel. 
Il est déterminé à réchauffer le climat. Il a l'idée de faire éclater un volcan, afin d'envoyer suffisamment de gaz carbonique pour réchauffer l'air, mettant fin au temps froid. Quand sa proposition est rejetée, il retourne dans sa chambre et envisage qu'il devra mettre son plan à exécution, même s'il risque d'exploser avec le volcan. Cette décision amène le kidnappeur à venir le voir, qui choisit d'aider Budori dans son acte désintéressé. Le kidnappeur emmène Budori au volcan, où un éclair soudain illumine la région environnante. La terre d'Ihatov redevient luxuriant et prospère.
La voix du conteur explique que les parents ne sont plus obligés d'abandonner leurs enfants.

## Note sur l'adaptation
Le roman original a été écrit par Kenji Miyazawa en 1932.
Le titre traduit en français est quelque peu trompeur : il s'agit de l'histoire de la vie de Budori, mais pas celui d'un voyage. D'ailleurs Budori ne fait que quelques kilomètres à pied puis un voyage en train. Le sujet du film n'est clairement pas le voyage.
L'histoire original se passe dans le Japon qui entame sa révolution industrielle. L'abandon d'enfant en cas de famine et les enlévements d'enfants abandonnés existaient bien à cette époque. Le dessin animé a tendance à euphémiser cette réalité et à gommer les aspects traditionnels japonais. L'adaptation de 1994 est au contraire bien ancré dans le Japon de cette époque.
Les personnages sont des chats anthropomorphes dans cette adaptation de 2012, alors que l'adaptation de 1994 les personnages sont bien tous des humains et qu'il n'y a pas d'univers parallèle. Ainsi l'élevage de vers à soie se passe bien dans la réalité.
Bien entendu, en 1930 le réchauffement climatique n'était pas encore vu comme un problème.
Concernant la fin, il n'est pas évident de savoir si une éruption volcanique massive va réchauffer ou refroidir la température du climat.

## Doublage
- Guskō Budori : Shun Oguri
- Neri : Shiori Kutsuna

## Sources
1. ↑  Oriane Sidre, « Impact et influence de l'écrivain Kenji Miyazawa sur la production animée japonaise, de 1949 à 2019 », sur theses.fr, 2018